# شريان راجع كعبري
الشِّرْيانُ الرَّاجِعُ الكُعْبُرِيّ ينشأ من الشريان الكعبري مباشرةً أسفل المرفق.
يصعد بين تفرعات العصب الكعبري يتمدد على العضلة الباسطة ومن ثم يعبر بين العضلة العضدية الكعبرية و العضلة العضدية. مغذياً تلك العضلات بالإضافة إلى مفصل المرفق. ويتفاغر مع نهاية الشريان العضدي العميق.

## صور إضافية

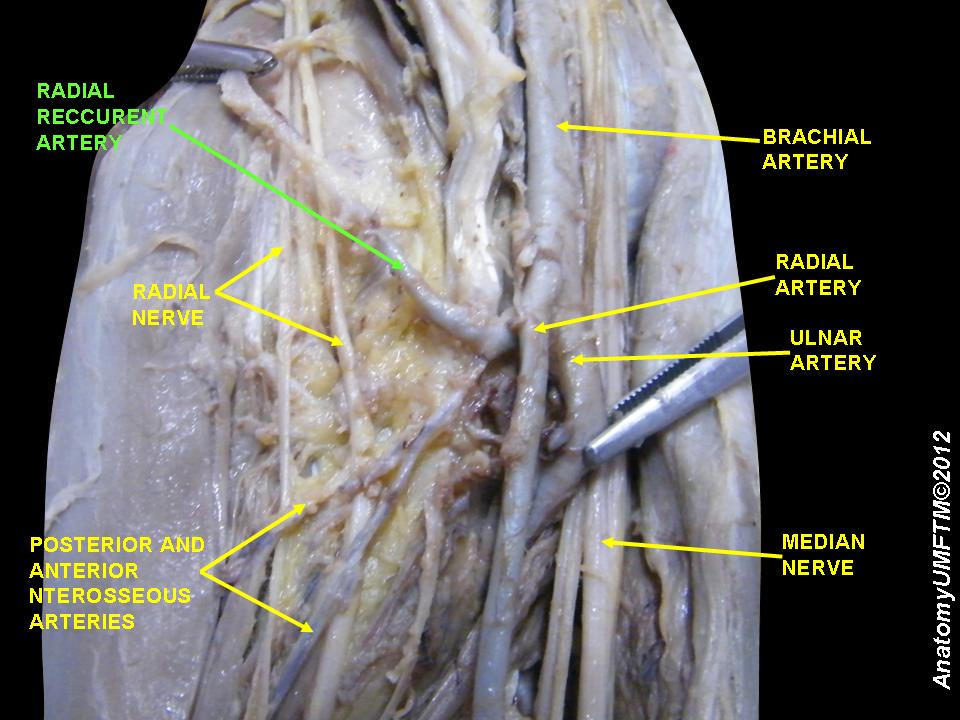
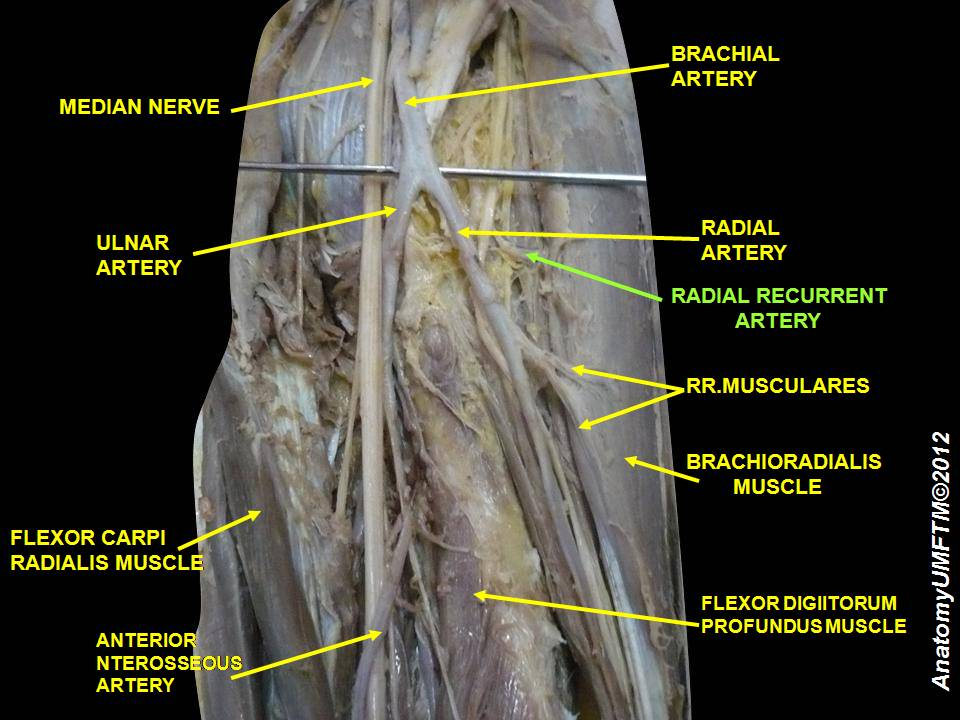
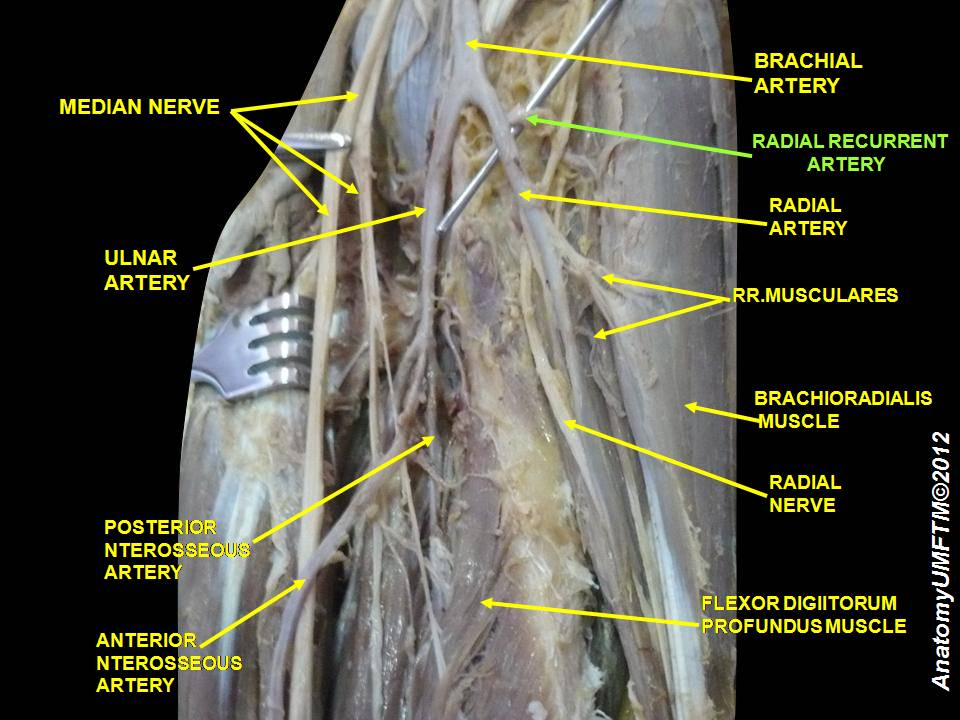

## رواط خارجية
- درسٌ تشريحي حول lesson4arteriesofarm مُعدٌ بواسطة ويسلي نورمان (جامعة جورجتاون).
- درسٌ تشريحي حول lesson4artofforearm مُعدٌ بواسطة ويسلي نورمان (جامعة جورجتاون).

1. ↑  نموذج تأسيسي في التشريح، QID:Q1406710